# Антоновская, Галина Николаевна
Гали́на Никола́евна Антоно́вская (род. 13 июня 1979 года) — российский физик и сейсмолог, заместитель директора по научной работе и заведующая лабораторией сейсмологии Федерального исследовательского центра комплексного изучения Арктики имени академика Н.П. Лаверова, доктор технических наук (2018), член-корреспондент РАН (2025).
Является автором и соавтором более 160 научных работ, 5 монографий, имеет 3 патента. К области её научных интересов относится сейсмический мониторинг Западного арктического сектора РФ, а также геодинамика платформенных территорий и разработка пассивных сейсмических методов в области инженерной сейсмологии. Является членом редколлегии журналов «Наука и технологические разработки» и «Вопросы инженерной сейсмологии», объединенного ученого совета по наукам о Земле Уральского отделения РАН и научно-экспертного совета Государственной комиссии по вопросам развития Арктики. Входит в Федеральный реестр экспертов научно-технической сферы.